# Arnac-Pompadour
Arnac-Pompadour település Franciaországban, Corrèze megyében. Lakosainak száma 1206 fő (2022. január 1.). Arnac-Pompadour Beyssac, Beyssenac, Lubersac, Saint-Julien-le-Vendômois, Saint-Sornin-Lavolps és Concèze községekkel határos.

## Népesség
A település népességének változása:
| Lakosok száma | 1359 | 1467 | 1444 | 1284 | 1156 | 1135 | 1133 | 1136 | 1145 | 1206 |
|               | 1968 | 1982 | 1990 | 2006 | 2013 | 2015 | 2017 | 2019 | 2020 | 2022 |